# Khumba
Khumba je jihoafrický animovaný film, jehož režisérem byl Anthony Silverston. Různé postavy namluvili Jake T. Austin, Steve Buscemi, Loretta Devine, Laurence Fishburne, Richard E. Grant, AnnaSophia Robbová, Catherine Tate a Liam Neeson. Hlavní postavou je zebra Khumba. Tomu však chybí část pruhů (vypadá tedy jako kvaga) a kvůli tomu je obviňován z nedostatku deště. Za účelem získání pruhů opouští své stádo a vydává na cestu. 
Premiéra filmu proběhla 8. září 2013 na 38. ročníku Torontského mezinárodního filmového festivalu.